# Schweizer American-Football-Nationalliga 2009
Die 24. Saison im American Football in der Schweiz wurde vom 5. April bis zum 25. Juli 2009 ausgetragen. Meister wurden die Calanda Broncos aus Landquart und Chur.
Der Swiss Bowl wurde live im Privatsender Schweizer Sportfernsehen ausgestrahlt.
Die Nationalliga A wurde mit fünf, die Liga B mit sechs Vereinen ausgetragen.

## Nationalliga A

### Endtabelle
|    | Verein               | R | S | U | N | Tore    | Diff. | Punkte |
| -- | -------------------- | - | - | - | - | ------- | ----- | ------ |
| 1. | Calanda Broncos      | 8 | 6 | 0 | 2 | 324:155 | +169  | 12     |
| 2. | Zurich Renegades (M) | 8 | 6 | 0 | 2 | 243:146 | +97   | 12     |
| 3. | Winterthur Warriors  | 8 | 4 | 0 | 4 | 230:187 | +43   | 8      |
| 4. | Bern Grizzlies       | 8 | 4 | 0 | 4 | 200:117 | +83   | 8      |
| 5. | Geneva Seahawks (N)  | 8 | 0 | 0 | 8 | 19:411  | −392  | 0      |

direkter Vergleich:

Calanda-Zurich 28:21, 52:39

Winterthur-Bern 24:14, 12:13
| Legende | Legende                          |
| ------- | -------------------------------- |
|         | Teilnahme an den Playoffs        |
|         | Relegation in die Nationalliga B |
| (M)     | amtierender Schweizer Meister    |
| (N)     | Neuaufsteiger der letzten Saison |

### Playoffs

#### Halbfinals
| Datum    | Heimteam         | Gastteam            | Resultat |
| -------- | ---------------- | ------------------- | -------- |
| 12.07.09 | Calanda Broncos  | Bern Grizzlies      | 42:0     |
| 12.07.09 | Zurich Renegades | Winterthur Warriors | 51:46    |

#### Swiss Bowl
| Datum    | Heimteam        | Gastteam         | Resultat |
| -------- | --------------- | ---------------- | -------- |
| 25.07.09 | Calanda Broncos | Zurich Renegades | 35:23    |

## Liga B

### Endtabelle
|    | Verein                      | R | S | U | N | Tore    | Diff. | Punkte |
| -- | --------------------------- | - | - | - | - | ------- | ----- | ------ |
| 1. | Gladiators beider Basel (A) | 8 | 7 | 0 | 1 | 340:69  | +271  | 14     |
| 2. | Bienna Jets                 | 8 | 6 | 0 | 2 | 298:190 | +108  | 12     |
| 3. | Basel Meanmachine (N)       | 8 | 6 | 0 | 2 | 316:184 | +132  | 12     |
| 4. | Thun Tigers                 | 8 | 3 | 0 | 5 | 177:248 | −71   | 6      |
| 5. | Luzern Lions                | 8 | 1 | 0 | 7 | 140:334 | −194  | 2      |
| 6. | Fribourg Cardinals          | 8 | 1 | 0 | 7 | 145:391 | −246  | 2      |

direkter Vergleich:

Bienna-Basel M. 36:28, nur 1 Spiel

Luzern-Fribourg 50:36, 28:36
| Legende | Legende                      |
| ------- | ---------------------------- |
|         | Teilnahme an den Playoffs    |
| (A)     | Absteiger der letzten Saison |
| (N)     | Neugegründetes Team          |

#### B-Final
| Datum    | Heimteam                | Gastteam    | Resultat |
| -------- | ----------------------- | ----------- | -------- |
| 18.07.09 | Gladiators beider Basel | Bienna Jets | 42:14    |